# Żerdzianka sosnówka
Żerdzianka sosnówka (Monochamus galloprovincialis) – chrząszcz z rodziny kózkowatych. Bardzo dobry lotnik.

## Dane
WyglądChrząszcz czarnobrunatny, z bliska widać złote "owłosienie". Na pokrywach skrzydłowych są żółte plamy. Samce mają o wiele większe od samic czułki. Żuwaczki są małe, ale potężne.
Długość życia i ciałaLarwy mogą żyć 2 lata, postacie dorosłe 3 miesiące. Imago mogą mieć 3 cm długości.
Występowanie, siedliskoEuropa, Azja, Afryka północna. Zasiedla głównie lasy iglaste i mieszane z dużym udziałem sosny.
Pożywienie oraz rozwójLarwy żerują w drewnie sosen, świerków i modrzewi. Dorosłe osobniki odżywiają się pędami, igłami i korowiną sosny.